# Регулярные вооружённые силы
Регуля́рные вооружённые си́лы (англ. Regular Force, фр. Force régulière) Канадских вооружённых сил — формирования или лица, относящиеся к военнослужащим, служащим полный рабочий день, в отличие от тех, кто состоит в основном резерве.
Личный состав регулярных войск Канады— персонал действующий полный рабочий день и обычно служит по долгосрочному контракту. Получают более высокую заработную плату и больше льгот, чем члены основного резерва, и могут быть командированы за рубеж.
Регулярные ВС насчитывают 67,4 тыс. человек; резерв – 35,6 тыс. человек.